# Dwór (Biała)
Dwór – część wsi Biała w Polsce położona w województwie śląskim, w powiecie kłobuckim, w gminie Kłobuck.